# Bombe à bâtonnets
Pour les articles homonymes, voir Bombe.

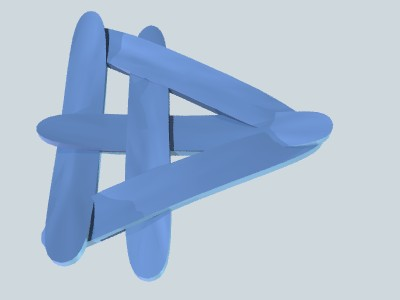
Une bombe à bâtonnets de glace à l'eau, prête à lancer.

Une bombe à bâtonnets (stick bomb ou xyloexplosive en anglais) est un dispositif mécanique ludique constitué de bâtonnets plats tressés ensemble et soumis à un moment de flexion. Lorsqu'un bâtonnet est retiré, le tressage se défait spontanément et très rapidement en éjectant les bâtonnets. Ces dispositifs sont créés pour le plaisir et pour leurs vertus artistiques, et n'ont pas d'usage pratique.

## Histoire

Une bombe à bâtonnents sophistiquée en train d'exploser

Les bombes à bâtonnets les plus rudimentaires, faites de quelques bâtonnets, sont connues des écoliers depuis longtemps. Elles sont parfois désignées casse-tête chinois à bâtonnets, ce qui est peut-être un indice de l'origine du jeu. Dans un article scientifique publié en 1989, Tibor Tarnai décrit plusieurs motifs de tressage de bâtonnets de glace à l'eau, dont certains à taille indéfinie. Au début des années 1980, Tim Fort, connu professionnellement sous le nom Kinetic King (littéralement Roi Cinétique), développe les patrons de tressage utilisés, notamment ceux qu'il démontre à l'émission America's Got Talent. L'utilisation d'abaisse-langue, plus flexibles que les bâtonnets de glace à l'eau, permet de travailler plus facilement les tressages. Début 2011, Tim Fort présente le « tressage cobra », patron de tressage le plus populaire.

## Aspects techniques
Les bombes à bâtonnets peuvent être construites à partir de la plupart des bâtonnets plats de dimensions appropriées. Le matériau habituel de ces bâtonnets est le bois, mais le plastique peut également être utilisé. Les bâtons de glace à l'eau et les abaisse-langue sont populaires en raison de leur disponibilité, de leur faible coût et de la facilité qu'ont leurs tresseurs à les colorer. Les abaisse-langue sont recommandés pour la construction, car ils sont moins rigides et sont donc plus faciles à travailler. 
Les bâtons sont tressés ensemble pour former une grille réticulée, chaque bâtonnet étant maintenu en place par un moment de flexion rendu possible par l'élasticité du bois ou d'un autre matériau. Si la bombe est bien construite, le retrait d'un seul bâton provoque l'éjection des autres bâtons avec une force surprenante. La vitesse de l'onde de choc dépend des matériaux utilisés. 
La variété de configurations que ces dispositifs peuvent prendre est pratiquement illimitée, et plusieurs astuces peuvent être intégrées à la conception afin de créer encore plus de diversité. Pour des raisons de stabilité structurelle, chaque bâtonnet touche au moins trois autres bâtons dans une bombe à cadre. 